# Mount Frazier
Mount Frazier ist ein 820 m hoher Berg in der antarktischen Ross Dependency. Auf der Edward-VII-Halbinsel ragt er als nördlichster Gipfel der Rockefeller Mountains 1,5 km nördlich des Mount Jackling auf.
Entdeckt wurde er am 27. Januar 1929 während eines Überfluges bei der ersten Antarktisexpedition (1928–1930) des US-amerikanischen Polarforschers Richard Evelyn Byrd. Dieser benannte ihn später nach Russell George Frazier (1893–1968), medizinischer Offizier bei der United States Antarctic Service Expedition (1939–1941) unter Byrds Führung und dabei im Dezember 1940 beteiligt an der geologischen Erkundung der Rockefeller Mountains.